# Ochiul Providenței

Ochiul Providenței

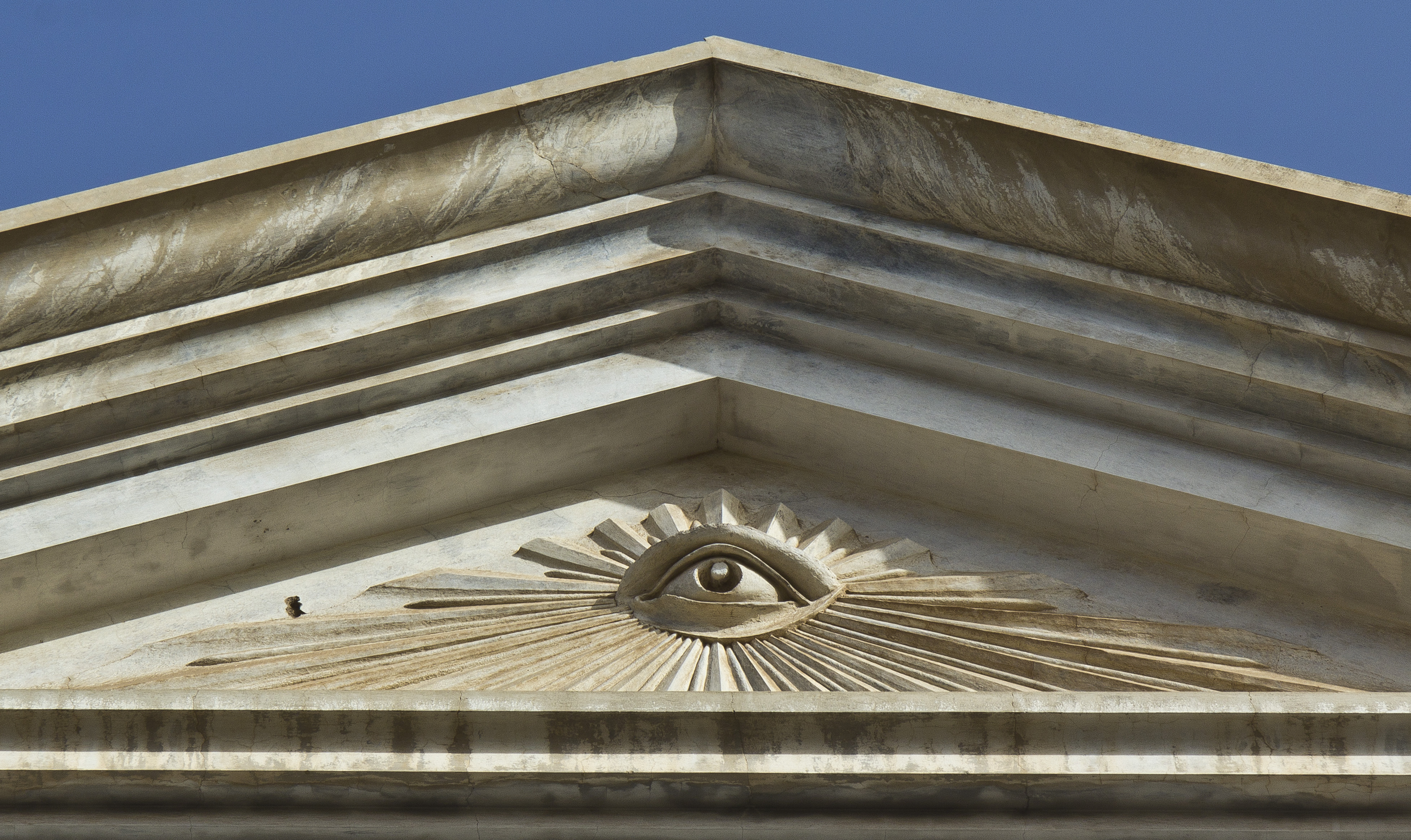
Ochiul Providenței în Templul masonic din Santa Cruz de Tenerife.

Ochiul Providenței, Ochiul lui Dumnezeu sau Ochiul atotvăzător este o expresie folosită în heraldică pentru a indica un ochi, în general strălucitor, închis într-un triunghi.

## Descriere
Este reprezentat ca un ochi adesea înconjurat de raze de lumină sau de efectul Gloria și este de obicei înscris într-un triunghi. Este în general interpretat ca fiind ochiul protector al lui Dumnezeu asupra umanității (sau ca providență divină).
În epoca modernă, cea mai notabilă utilizare a ochiului providenței este în reversul Stemei Statelor Unite ale Americii, care apare și pe bancnotele de un dolar american.

## Utilizare

Ochiul lui Horus.

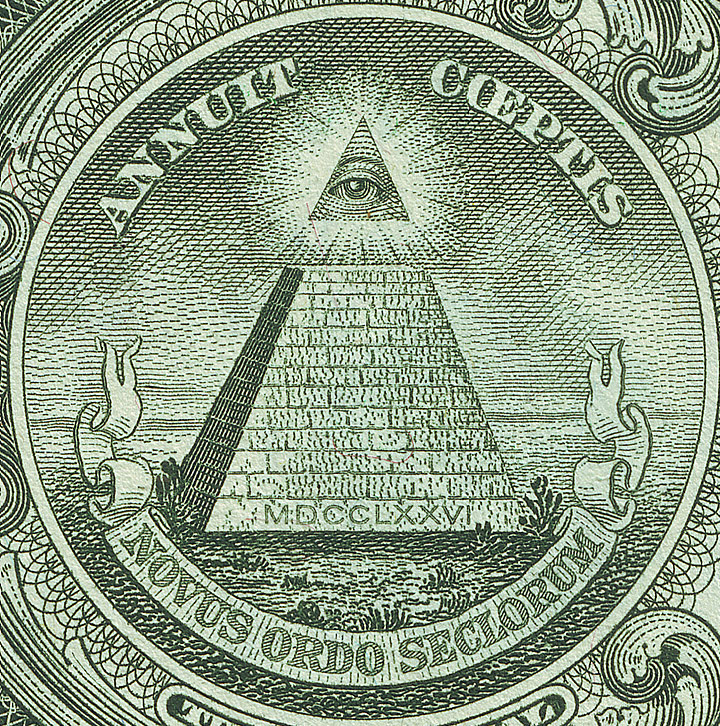
Ochiul Providenței imprimat pe reversul bancnotei de 1 dolar.

### Heraldică
Ochiul Providenței apare în multe embleme și sigilii oficiale, inclusiv:
- în stema Brasłaŭ, Belarus;

Stema Braslaŭ, Belarus.

- în stemele și insignele mai multor fraternități, inclusiv Delta Tau Delta, Phi Kappa Psi, Phi Delta Theta și Delta Kappa Epsilon;
- în stema Universității din Mississippi;
- în stema Universității din Chile.

### Masonerie

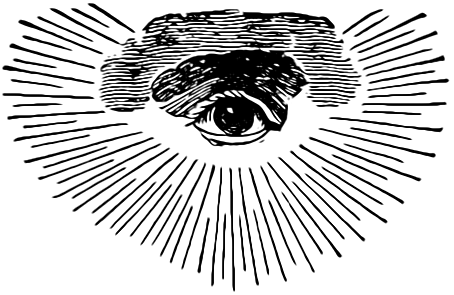
O versiune masonică timpurie a Ochiului Providenței cu nori și efectul Gloria semicircular.

În zilele noastre, ochiul Providenței este în general asociat cu francmasoneria, dar acest lucru nu este corect, deoarece simbolul masonic prin excelență este echerul și compasul. Ochiul apare în iconografia standard a francmasonilor în 1797, odată cu publicarea Freemasons Monitor al lui Thomas Smith Webb. Aici reprezintă ochiul divin atotvăzător și este o reamintire că fiecare gând și acțiune a unui francmason este observată de Dumnezeu (care este menționat în francmasonerie ca Marele Arhitect al Universului). De obicei, Ochiul Masonic al Providenței este plasat deasupra unui efect Gloria semicircular și este uneori introdus într-un triunghi înconjurat de raze de lumină și îl reprezintă pe Dumnezeu conform spiritualității deiste masonice.

### Numismatică
Ochiul apare:
- pe bancnota de un dolar american - ca parte a stemei naționale;
- pe bancnota de 50 de coroane estoniene - ca parte a bisericii Käina;
- pe bancnota ucraineană de 500 grivne.

### Statele Unite ale Americii
În 1782 a fost adoptat pe reversul stemei Statelor Unite ale Americii. A fost sugerat inițial ca element pentru stemă în 1776, în prima dintre cele trei comisii de proiectare a emblemei, așa cum a sugerat artistul Pierre Eugene du Simitiere.

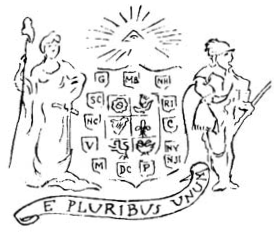
Schiță pentru stema Statelor Unite ale Americii de Simitiere.

Pe stemă, ochiul este înconjurat de motto-urile: Annuit Cœptis, în traducere „El aprobă deciziile [noastre]”, și Novus Ordo Seclorum, în traducere „Noua ordine a veacurilor”. Ochiul este plasat deasupra unei piramide incomplete cu treisprezece trepte, reprezentând cele treisprezece colonii originale și creșterea viitoare a națiunii. Pe treapta cea mai de jos este scris 1776 cu cifre romane. Simbolismul susține că Ochiul, adică Dumnezeu, dorește prosperitatea Statelor Unite ale Americii.
Considerațiile populare în rândul pasionaților de teoria conspirației afirmă că Ochiul Providenței din Stema SUA indică influența Francmasoneriei la întemeierea Statelor Unite, o temă care a fost parodiată în filmul Disney din 2004 Comoara Națională. Cu toate acestea, utilizarea obișnuită masonică a ochiului postdatează crearea stemei cu 14 ani. Mai mult, în diferitele comisii de proiectare a stemei, doar Benjamin Franklin a fost francmason (iar ideile lui nu au fost aprobate). În cele din urmă, multe organizații masonice au negat în mod explicit orice legătură cu crearea stemei.

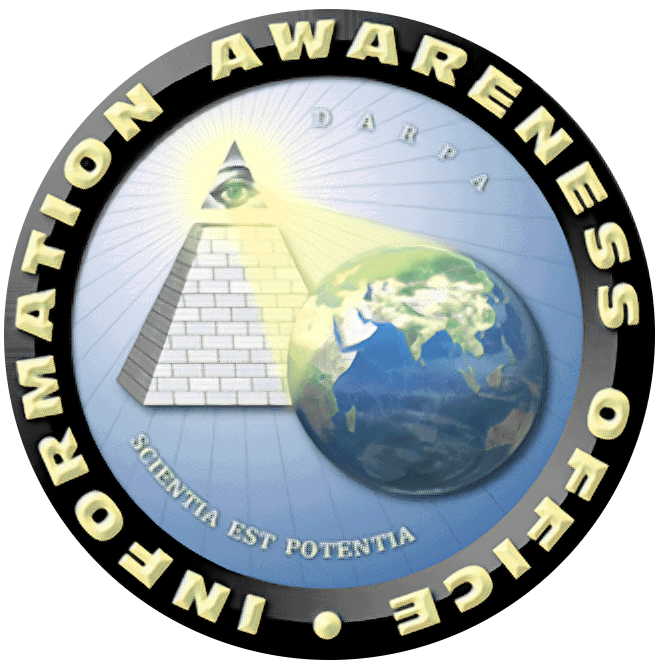
Vechea emblemă a Biroului de informare DARPA.

Poate din cauza utilizării sale în stema națională, ochiul este prezent în mai multe steme și logo-uri americane, cum ar fi în Stema Colorado sau cea a orașului Kenosha. A apărut și în logo-ul original al Biroului de informare al DARPA.

### Revolutia Franceza
În timpul Revoluției Franceze a fost folosit ca simbol al Ființei Supreme în declarația drepturilor omului și cetățeanului și în cultul cu același nume.

## Apariții în lucrări artistice
- În publicația originală a Declarației Drepturilor Omului și Cetățeanului, similar cu iconografia celor Zece Porunci.
- În mai multe lucrări ale pictorului austriac Gustav Klimt, cum ar fi în Portretul Adelei Bloch-Bauer I.
- Pe coperta Constituției sârbe din 1835.
- În Catedrala Kazan din Sankt Petersburg, Rusia.
- În vechea catedrală din Brescia.
- Pe fațada Casei Mici a Providenței Divine, fondată la Torino de Sfântul Giuseppe Benedetto Cottolengo.
- În Capela Palatină a Villa di Colle Allegro, în Patrignone (fracțiunea din Arezzo).
- Deasupra altarului principal al Bisericii Colegiate San Michele Arcangelo din Città Sant'Angelo.
- În însemnele diviziei de gardă britanice create în 1915.
- În sigla Steve Jackson Games.
- În emisiunea de televiziune „Then Came Bronson”, simbolul apare pe un rezervor de motocicletă.
- În filmul, inspirat din jocul video, Lara Croft: Tomb Raider (2001), apar embleme și obiecte inspirate de simbol, cu referire la o ordine fictivă secretă numită Illuminati.
- În emisiunea de televiziune „Gravity Falls”, personajul Bill Cipher este inspirat de Ochiul Providenței.
- În desenul animat „Mia and me” apare pe niște haine ale familiei regale a spiridușilor Centopiei.
- În Sanctuary of Our Lady of Montallegro.